# Антоновка (Уманский район)
Анто́новка (укр. Антонівка) — село в Уманском районе Черкасской области Украины.
Почтовый индекс — 20373. Телефонный код — 4744.

## Население
Население по переписи 2001 года составляло 637 человек.

### Языковой состав
Родной язык населения по данным переписи 2001 года:
| Язык       | Численность, чел. | Доля     |
| ---------- | ----------------- | -------- |
| Украинский | 611               | 95,92 %  |
| Русский    | 23                | 3,61 %   |
| Другое     | 3                 | 0,47 %   |
| Итого      | 637               | 100,00 % |

## Местный совет
20373, Черкасская обл., Уманский р-н, с. Антоновка, ул. Дзержинского, 1